# Роњење
Роњење је данас један од спортова који се најбрже шири светом, а одувек је постојала човекова жеља да се спусти испод површине мора, језера, било у сврху спасавања, лова, рекреације или у војне сврхе.

## Историја роњења
Данас се не може са сигурношћу утврдити када се роњење први пута појавило, али постоје неки докази да је то било 5.000 година пре нове ере. Први материјални траг постоји на асирском рељефу и из године 885. п. н. е., а рани и аутентичан запис у рукописима грчког историчара Херодота.
Роњење је такође било мотивисано војним разлозима, те су тако рониоци Александра Великог у луци Тир након опсаде 332. п. н. е. уклањали препреке.
Најважнији посао ронилаца у прошлости био је спасавање терета с потонулих бродова и о томе постоје писани подаци. Већ током првог века п. н. е., посао је био тако добро организован и рониоци су били сврстани у платне разреде по којима су разлике у накнадама зависиле о дубини роњења. Ронило се искључиво на дах, а обука је започињала још у детињству. Камење се употребљавало уместо тега, ронилац би био везан конопцима, и ронио би до дубине од 31 метра.
С временом су људи тражили на који би начин могли остати што дуже испод површине, па се у почетку почело служити трском, а крајем 16. века направљен је први велики корак и изумљено је ронилачко звоно с отвореним дном, које се спуштало утезима вертикално у воду, омогућивши да ваздух остане заробљен унутар зидова звона. Први подаци о таквом звону датирају из 1531. године.
Осамдесетих година 17. века Американац Вилијам Фипс употребљавао је систем звона „мајка и кћи”, која су рониоцима омогућавала приступ према неколико извора ваздуха, а године 1690. енглески астроном Едмонд Халеј конструисао је компликовани систем који омогућава да се количина ваздуха у звону допуњава тако што је довод ваздуха био повезан мањим звонима, која су била смештена ниже од њега. Када је систем био намештен, отварао би се вентил на посуди и виши је притисак који је деловао на посуду (због веће дубине) терао свежи ваздух према ронилачком звону. Халеј је, заједно са још четворицом, провео сат и по на дубини од 18 метара у реци Темзи, приказујући делотворност свог изума.
Енглез Џон Летбриџ је 1715. године развио „ронилачку омотницу” у којој је ронилац боравио унутар „бачве ваздуха”, омотане кожом, са стакленим отвором за гледање и двама отворима за руке са водоотпорним рукавицама. Летбриџ је писао да је са његовом опремом било могуће радити на дубини од 18 метара и у трајању од 34 минута. Ипак је та ронилачка опрема имала иста ограничења као и ронилачко звоно, није било могуће маневрисање и недостајала је могућност континуираног довода свежег ваздуха.
Аугустус Сијебе је забележен као изумитељ прве практичне одеће за роњење, иако је у то време неколико научника експериментисало са сличним ронилачким иновацијама, с обзиром на то да је вађење предмета са потонулих бродова био уносан посао који је омогућавао континуирани рад на новим изумима.

## Галерија
- Тешко ронилачко одело
- Тешко ронилачко одело и пумпе за ваздух